# Atlantis (Courtland-Smith)
Atlantis ist ein Brettspiel von Julian und C. Courtland-Smith für 2 bis 4 Personen ab 8 Jahren.
Es erschien zuerst 1982 als Survive! bei Parker Brothers in den USA und zweisprachig als Survive! Survivre! in Kanada. Die Insel bei dieser Version besteht lediglich aus Plättchen aus Pappe. Waddington Games stellte 1986 eine neue Version mit dreidimensionalen Inselteilen aus Plastik unter dem Titel Escape from Atlantis in Großbritannien vor. Diese Version erschien auch in Kanada bei Waddington Sanders. 1988 erwarb Schmidt Spiele eine Lizenz zur Produktion von Atlantis in Europa. Bei Selecta Spel en Hobby erschien eine niederländische und bei Joker eine finnische Ausgabe. 1996/97 erschien bei Waddingtons bzw. Parker, welche mittlerweile beide zu Hasbro gehören, eine Neuauflage in verschiedenen Sprachen. Eine überarbeitete Neuauflage für nun 2–5 Spieler und weiteren Regelanpassungen erschien 2024 unter dem Titel Survive The Island bei Asmodee.

## Beschreibung
Das Spiel dauert etwa 50 Minuten und soll die Rettung der Menschen von der allmählich untergehenden Insel Atlantis simulieren. Spielziel ist es, seine eigenen Spielfiguren alle an Land zu bringen und die anderen Mitspieler daran zu hindern, dieses zu tun.

## Zubehör
Das Spielfeld ist in zahlreiche hexagonale Felder eingeteilt. In den vier Ecken befinden sich Korallenbänke, die den Bürgern von Atlantis später als rettendes Ufer dienen.
Zuerst wird die Insel aus grauen (Berge), grünen (Wald) und gelben (Strand) Plastikteilen aufgebaut. Abwechselnd stellen nun die Spieler ihre zwölf Figuren (verschiedenfarbige Pöppel) auf die Teile. Das Glücksrad (es existiert kein Würfel) ist eine per Hand zu betätigende Anzeige, um Delfine, Haie oder Seeungeheuer einzusetzen.

## Ablauf
Ist die Insel bevölkert, beginnt die Katastrophe. Pro Zug hat jeder Spieler 3 Bewegungspunkte. Er kann seine Figuren ins Wasser springen und dann schwimmen lassen, in ein Boot setzen oder auf einem Delfin reiten lassen. Die anderen Mitspieler versuchen dies durch den Einsatz von Seeungeheuern, Kraken und Haien zu verhindern. Mit jedem Zug versinkt ein Teil der Insel (wird vom Brett genommen), so dass es immer schwieriger wird, seine Figuren sicher auf das Festland zu führen. Allerdings sinken immer zuerst die unbevölkerten Teile, und zwar von außen nach innen. Auf der Unterseite des versunkenen Teils ist ein Symbol zu sehen, welches das Ereignis bestimmt (Strudel, Hai, Krake etc.) das nun eintritt. Durch das Drehen des Glücksrades kann man Tiere versetzen und Boote näher heranbringen. Ein Boot fasst drei Atlanter und kann durchaus von unterschiedlichen Teilnehmern besetzt sein. Allerdings darf nur der darüber bestimmen, der die Mehrheit im Boot besitzt. Bei Gleichheit, darf jeder das Boot steuern, wenn er am Zug ist.

### Auswirkung derMeeresbewohner
- Haie töten schwimmende Atlanter, es sei denn, sie sind in Begleitung eines Delfins. Passagiere in Booten haben nichts zu befürchten.
- Kraken zerstören Boote, die Insassen können sich schwimmend weiterbewegen.
- Seeungeheuer zerstören Boote und töten die Schwimmer.
- Auf den Delfinen kann man schnell an Land reiten. Sie schützen den Schwimmer vor allen anderen Kreaturen.

## Spielende
Das Spiel endet, wenn alle Teilnehmer alle ihre noch lebenden Figuren gerettet haben.

## Variationen
Eine Abwandlung des Spieles, die allerdings nicht in der Spielregel vorgesehen ist, kann auch ein kooperatives Element enthalten, wenn nämlich alle Mitspieler gegen die Unbilden des Schicksals zusammenhalten und versuchen, alle Bewohner zu retten.